# Bataille de Montaperti
Conflit entre Guelfes et Gibelins
Batailles
1150 – 1200
- Vernavola (1154)
- Spolète (1155)
- Tortone (1155)
- Milan (1158)
- Siziano (1159)
- Crema (1159)
- Carcano (1160)
- Milan (1162)
- Prataporci (1167)
- Alexandrie (1174-1175)
- Legnano (1176)

1201 – 1250
- Calcinato (1201)
- Casei Gerola (1213)
- Cortenuova (1237)
- Brescia (1238)
- Faenza (1239)
- Giglio (1241)
- Viterbe (1243)
- Parme (1248)
- Fossalta (1249)
- Cingoli (1250)

1251 – 1300
- Bataille de Montebruno (1255)
- Cassano (1259)
- Montaperti (1260)
- Bénévent (1266)
- Tagliacozzo (1268)
- Colle (1269)
- Roccavione (1275)
- Desio (1277)
- Forlì (1282)
- Pieve al Toppo (1288)
- Campaldino (1289)

1301 – 1350
- Pavie (1302)
- La Lastra (1304)
- Milan (1311)
- Soncino (1312)
- Gaggiano (1313)
- Rho (1313)
- Ponte San Pietro (1313)
- Scrivia (1315)
- Montecatini (1315)
- Pavie (1315)
- Sestri (1318)
- Bardi (1321)
- Mirandola (1321)
- Gorgonzola (1323)
- Vaprio d'Adda (1324)
- Altopascio (1324)
- Zappolino (1325)
- San Felice (1332)
- San Quirico (1341)
- Gamenario (1345)

1351 – 1402
- Mirandola (1355)
- Casorate (1356)
- Solara (1356)
- Alexandrie (1391)
- Casalecchio (1402)

La bataille de Montaperti eut lieu à Montaperti, près de Castelnuovo Berardenga (province de Sienne) le 4 septembre 1260 entre Florence et Sienne. La victoire fut remportée par les Siennois. Elle fit un total de 10 600 morts.

## Faits antérieurs
Après l'an 1000, les villes de Florence et de Sienne s'étaient agrandies grâce aux activités marchandes et commerciales. Les banquiers et les marchands des deux villes travaillaient dans l'Europe entière, s'enrichissant. Florence bénéficiait d'une voie d'eau avec l'Arno alors que Sienne bénéficiait, pour sa part de sa position le long de la via Francigena, voie parcourue par de nombreux pèlerins se rendant à Rome et grâce aux échanges de la cité éternelle avec le cœur du Saint-Empire romain germanique. C'était le développement de l'ère marchande.
Les intérêts des deux villes étaient depuis longtemps en conflit aussi bien pour des raisons économiques que par pure hégémonie de territoires. Dans la première moitié du XIIIe siècle, les frontières florentines touchaient presque, au sud, celles de Sienne.
La rivalité économique se traduisit en rivalité politique. À Florence, les guelfes avaient la suprématie et ils soutenaient le pape alors qu'à Sienne, le parti prédominant était celui des gibelins, allié de l'empereur, représenté par le roi de Sicile Manfred Ier de Sicile, fils naturel de Frédéric II.
En 1251, les Siennois s'étaient associés aux gibelins de Florence par un pacte d'assistance réciproque.
Lors de la guerre de 1255, Sienne avait été battue et avait dû accepter l'obligation de ne recevoir aucun exilé des villes de Florence, Montepulciano et Montalcino.
Le casus belli fut l'accueil donné par Sienne en 1258 aux gibelins de Florence, exilés après une tentative de révolte contre les guelfes au pouvoir. Parmi ses exilés, figure Farinata degli Uberti, cité par Dante dans la Divine Comédie (voir chant de l'enfer).
Ces exils s'étaient accompagnés de l'assassinat de Tesauro Beccaria, abbé vallombrosain, accusé de comploter avec les gibelins avec l'objectif de les faire entrer dans Florence.
Au début de la nouvelle guerre, le théâtre des opérations fut surtout la Maremme où les guelfes réussirent à fomenter des révoltes dans les communes de Grosseto, Montiano, Montemassi. Cette dernière sera au cours des siècles suivants, le théâtre d'opérations militaires siennoises que retrace la fameuse fresque du Palazzo Pubblico, Guidoriccio da Fogliano au siège de Montemassi (le siège était dû à une nouvelle révolte contre Sienne en 1328).
En 1259, Sienne obtint l'appui du roi Manfred, qui fournit quelques compagnies de chevaliers allemands commandées par le comte Giordano d'Agliano, cousin du roi de Naples. L'offre, qui était de cent chevaliers, allait être refusée, jugée insuffisante par les ambassadeurs siennois, mais sur les conseils de Farinata degli Uberti, ils l'acceptèrent. L'idée était que, une fois la bannière du roi Manfred engagée dans les combats, celui-ci serait obligé d'envoyer plus de troupes.
Dans les premiers mois de 1260, les troupes allemandes firent plier la résistance des communes de Maremme.
Ceci suscita la réaction de la ligue guelfe, pilotée par Florence, qui fit acheminer une armée de 34 000 hommes pour défendre les communes reconquises par les gibelins siennois. L'armée guelfe campa aux portes de Sienne, à proximité de Santa Petronilla, dans la zone nord voisine de la porte Camollìa, projetant un siège le 18 mai. Les chevaliers allemands et siennois attaquèrent le campement le même jour et les opérations se prolongèrent jusqu'au 20 mai. Les chroniqueurs des deux camps décrivent de manière diamétralement opposée le résultat des combats.
Le 20 mai, les guelfes interrompirent le siège et alors qu'une partie poursuivit le chemin vers Maremme, le plus gros des troupes retourna à Florence.
Durant les opérations du 18 mai, tous les chevaliers allemands furent tués et les insignes du roi Manfred traînés dans la boue par les Florentins et exposés à la risée publique des villes guelfes. Ceci poussa le roi Manfred à envoyer, en juillet, de nouvelles et plus nombreuses aides à Sienne de huit cents chevaliers. Des aides arrivèrent de Pise et d'autres villes gibelines de Toscane.
Avec ces nouveaux moyens, les Siennois reconquirent Montepulciano et Montalcino, lieux stratégiques au sud sur la via Francigena.

## La bataille
La ligue guelfe comprenait, outre Florence, Bologne, Prato, Lucques, Orvieto, San Gimignano, San Miniato, Volterra et Colle Val d'Elsa. Son armée se déplaçait de nouveau vers Sienne, avec pour objectif la nécessité de reconquérir Montepulciano et Montalcino. Bien que conseillé autrement par Tegghiaio Aldobrandi degli Adimari, les commandants firent passer l'armée aux portes de Sienne. Ils étaient désireux d'une revanche après l'escarmouche de mai et ils campèrent à proximité du fleuve Arbia (it), à Monteaperti (it), le 2 septembre 1260. Les ambassadeurs guelfes communiquèrent un ultimatum au Conseil des Vingt-Quatre, le gouvernement de Sienne, qui fut repoussé à l'unanimité en raison d'une partie du conseil favorable à la négociation.
Pour mieux motiver les chevaliers allemands, il y eut une délibération doublant la solde des chevaliers grâce aux fonds fournis par Salimbeno de' Salimbeni (sa famille fondera en 1472 la banque Monte dei Paschi).
Les chroniques indiquent trente mille fantassins et trois mille chevaliers pour les forces de la ligue guelfe. Les forces gibelines montaient à vingt mille hommes composés de huit mille fantassins siennois, trois mille pisans et deux mille fantassins du roi Manfred. À celles-ci, s'ajoutaient les exilés florentins, les chevaliers allemands et les bonizzesi bien que, pendant cette période, Poggiobonizio fut occupée par les Florentins.
Dans la même journée, la ville, en procession solennelle emmenée par Buonaguida Lucari, dédiée à la Madone en échange de sa protection pendant la bataille. À cette époque, dans la cathédrale de Sienne, la Madonna dagli occhi grossi (it), actuellement exposée à la pinacothèque nationale de Sienne était conservée sur le maître-autel.
Le 3 septembre l'armée siennoise gibeline emmené par Provenzano Salvani sortit par la Porta Pispini, direction Poggio delle Repole, à proximité du campement guelfe qui s'était déplacé entre-temps sur Poggio delle Cortine d'où il pouvait contrôler les mouvements des gibelins. Une légende raconte que les Siennois firent défiler leur armée trois fois devant l'armée guelfe, changeant de vêtements afin de faire croire que leurs troupes étaient trois fois supérieures à ce qu'elles étaient en réalité.
Le matin du 4 septembre, l'armée gibeline, passé le fleuve Arbia, se prépara à la bataille. Elle était formée de quatre divisions qui se positionnèrent sur le champ de bataille afin de tenter une manœuvre d'encerclement.
La première division commandée par le comte d'Arras, devait attaquer les guelfes par revers au cri de « saint Georges ». La seconde, commandée par le comte Giordano d'Angliano, et la troisième, commandée par le Siennois Aldobrandino Aldobrandeschi, devaient attaquer frontalement l'armée guelfe malgré le soleil contraire et la pente du terrain. La quatrième, commandée par Niccolò da Bigozzi, était postée de manière à garder le carroccio siennois.
Une autre version de la bataille rappelle le geste du chevalier allemand Gualtieri d'Astimbergh lequel, ayant le privilège d'attaquer en premier, après s'être approché lentement de l'ennemi, chargea avec sa lance le capitaine des lucchesi qui fut transpercé de part en part. Après avoir récupéré la lance, il tua deux autres chevaliers, puis il perdit l'arme et il prit le large à travers les ennemis avec son épée. Dans les premières phases de la bataille, non seulement les fantassins guelfes résistèrent aux premiers assauts gibelins, mais ils contre-attaquèrent. Ceci poussa la quatrième division de Niccolò da Bigozzi, contrevenant aux ordres, à intervenir, laissant sans défense le carroccio siennois.
Après des phases alternées, vers l'après-midi, une contre-attaque sienno-gibeline eut lieu. C'est au cours de cette phase, que se produisit l'épisode de Bocca degli Abati. Celui-ci, bien qu'aux côtés des guelfes florentins à cause d'alliances et d'intérêts pour le moins compliqués, était en réalité pour les gibelins. À la vue de la contre-attaque siennoise, Bocca s'approcha du porte-étendard florentin Jacopo de' Pazzi et lui trancha d'un coup net la main qui tenait l'étendard. Ceci provoqua une importante confusion dans les troupes guelfes. Depuis des siècles, les opinions sont controversées sur l'importance de cet épisode pour le résultat de la bataille.
Pendant cette phase, depuis les lignes gibelines, les cris invoquant saint Georges se levèrent, signal que la première division, celle du comte d'Arras, attaquait les Florentins par revers. Le comte tua lui-même le commandant général des Florentins Iacopino Rangoni da Modena. Ce fut le début de la rupture des guelfo-florentins. Les gibelins se lancèrent à la poursuite et entamèrent « le supplice et le grand massacre qui firent l'Arbia coloré en rouge » (Dante, Divine Comédie, Enfer, chant X, 85) qui dura jusqu'à l'arrivée de la nuit. Les pertes sont estimées à dix mille morts et quinze mille prisonniers dans le camp guelfe parmi lesquels 2 500 et 1 500 Florentins, et 600 morts et 400 blessés dans le camp gibelin.
C'est seulement à la tombée de la nuit que les commandants gibelins donnèrent l'ordre de sauver la vie de ceux qui se rendaient, ils firent cependant tuer tous les Florentins qui avaient été capturés. Ces derniers, ayant entendu les ordres de la partie adverse, effacèrent de leurs vêtements tous les signes de reconnaissance et ils se mélangèrent à leurs alliés pour avoir la vie sauve.
Une autre légende raconte que la vivandière Usilia captura toute seule 36 Florentins et leur sauva la vie en même temps.
Le sac du camp guelfe permit aux gibelins de capturer presque dix-huit mille animaux dont des chevaux, bœufs et autres animaux de somme.
Les drapeaux et les étendards des Florentins furent pris et le gonfalon de Florence fut attaché à la queue d'un âne et traîné dans la poussière.

## Après la bataille
Le 13 septembre 1260 les guelfes florentins abandonnèrent leur ville et se réfugièrent à Bologne et à Lucques de peur des représailles des gibelins, les guelfes battus non-florentins se réfugièrent à Lucques.
Les Siennois avancèrent en territoire florentin, conquérant quelques châteaux.
Les gibelins florentins exilés entrèrent dans la ville de l'Arno le 27 septembre 1260 et ils assumèrent le gouvernement de la ville. Tous les habitants jurèrent fidélité au roi Manfred. Les tours et les habitations des Florentins du parti guelfe furent entièrement rasées comme cela avait été fait contre les gibelins en 1258.
À la fin du même mois, à Empoli une diète de la cité et des seigneurs de Toscane fut convoquée par les gibelins pour discuter des moyens pour renforcer le gibelinisme toscan et consolider dans la région l'autorité du roi. À Empoli, les représentants de Sienne et de Pise demandèrent la destruction de Florence, à laquelle s'opposa le gibelin florentin Farinata degli Uberti, la sauvant ainsi de la destruction totale.
Après Montaperti, le 18 novembre, le pape Alexandre IV excommunia tous les soutiens du roi Manfred en Toscane.
L'excommunication renforça le parti gibelin ce qui permit, le 28 mars 1261, la création d'une alliance contre les guelfes toscans. Les chefs guelfes d'Italie et beaucoup d'étrangers utilisèrent ce prétexte pour ne pas payer les dettes contractées avec les marchands et les banquiers siennois non sans de graves conséquences pour l'économie de la ville.
Le 25 mai 1261, le pape Alexandre IV mourait, ce qui semblait confirmer la victoire définitive du parti gibelin sur celui guelfe. En réalité, en peu d'années, la faction guelfe reprit le pouvoir en Toscane et en 1269, Sienne subit une lourde défaite opposée à Florence lors de la bataille de Colle, au cours de laquelle mourut le même commandant siennois Provenzano Salvani.

## Sources
- (it) Cet article est partiellement ou en totalité issu de l’article de Wikipédia en italien intitulé « Battaglia di Montaperti » (voir la liste des auteurs).
  - (it) Cesare Paoli, La battaglia di Montaperti: memoria storica, 1869.
  - (it) Rolando Forzoni, La battaglia di Montaperti: i misteri dei luoghi svelati dalla tradizione orale, Asciano, 1991.
  - (it) Il Chianti e la battaglia di Montaperti a cura del Centro di studi chiantigiani, 1992.
  - (it) Franco Cardini, Storie Fiorentine, éd. Loggia de' Lanzi, Florence, 1994,  (ISBN 88-8105-006-4).
  - (it) Carlo Bellugi, La battaglia di Pievasciata e lo scempio di Montaperti - 2004.
  - (it) Alberto Colli, Montaperti. La battaglia del 1260 tra Firenze e Siena e il castello ritrovato, 2005,  (ISBN 88-7542-065-3).